# Myrmeleon (Myrmeleon) metuendus
Myrmeleon (Myrmeleon) metuendus is een insect uit de familie van de mierenleeuwen (Myrmeleontidae), die tot de orde netvleugeligen (Neuroptera) behoort. 
Myrmeleon (Myrmeleon) metuendus is voor het eerst wetenschappelijk beschreven door Walker in 1853.